# سجاوند
سجاوند، هي قرية تقع في مقاطعة باراكي باراك، ولاية لوكر في أفغانستان. 
عُرفت المدينة أيضًا باسم بهاوند وتعني بالفارسية مكان ذو قيمة عظيمة.

## العصرالغزنوي
سقطت سجاوند تحت السيطرة الغزنويين. استفادت سجاوند بشكل كبير من موجة الغنائم المتدفقة إلى غزنة تحت حكم محمود وأبنائه، واستعادت سجاوند في العصر الغزنوي مكانتها كمدينة مزدحمة، وبرز منها عدد من كبار العلماء الإسلاميين.

## أشخاص بارزون
محمد بن طيفور السجاوندي، قارئ وعالم إسلامي من القرن الثاني عشر.
أحمد بن محمد سجاواندي، عالم إسلامي من القرن الثاني عشر.
سراج الدين محمد بن عبد الرشيد سجواندي، فقيه وعالم رياضيات وعالم في قانون الميراث الإسلامي من القرن الثاني عشر.